# Tephrina integrata
Tephrina integrata là một loài bướm đêm trong họ Geometridae.